# Club Deportivo Estibadores Navales
El Club Deportivo Estibadores Navales fue un antiguo equipo de fútbol profesional de Manta, fue fundado en 1962 y en 1963 debutaron en la Serie A de Ecuador y fueron el primer club de Manta de utilizar el Estadio Jocay  en la Primera División del fútbol Ecuatoriano y también el Primer Club de Manabí en jugar la Serie A de Ecuador. Terminaron últimos en su grupo con solo 1 victoria y 3 derrotas, clasificaron al ganar la Copa Manabí contra Atlético Manabí
Volvieron a jugar en la Serie A en 1968 donde en la Primera Etapa terminaron últimos y para la Etapa 2 calificaron en el Grupo 2, pero no pudieron terminar la Etapa porque fueron expulsados de la Serie A porque negaron participar en el Grupo 2.

## Palmarés

### Torneos nacionales
| Competición                        | Títulos | Subcampeonatos |
| ---------------------------------- | ------- | -------------- |
| Segunda Categoría de Ecuador (0/1) |         | 1967-C.        |

### Torneos provinciales
| Competición                        | Títulos | Subcampeonatos |
| ---------------------------------- | ------- | -------------- |
| Campeonato de Fútbol de Manabí (1) | 1963.   |                |